# نورت آلامو (تگزاس)
نورت آلامو (به انگلیسی: North Alamo) یک منطقهٔ مسکونی در ایالات متحده آمریکا است که در شهرستان ایدالگو، تگزاس واقع شده‌است. نورت آلامو ۴٫۶ کیلومتر مربع مساحت و ۳٬۲۳۵ نفر جمعیت دارد و ۳۰ متر بالاتر از سطح دریا واقع شده‌است.